# Дурубалски језици
Дурубалски језици су једна од грана пама-њунганских језика. Постојбина дурубалских језика је југоисточна обала аустралијске државе Квинсленд.

## Подела
Према Клер Боверн (2011) постоји 5 дурубалских језика:
- Турубалски (турубал)
- Јагарски (јагара)
- Ђандајски (ђандај или коенпал)[3]
- Нунукулски (нунукул, нунунгал, мунђан)
- Гуварски (гувар или нгуги)

Према Роберту Диксону (2002) постоје само 2 дурубалска језика, док су остали дијалекти јагарског (турубалског) језика.
- Турубалски или јагарски (турубал или јагара)
  - Турубалски дијалекат (турубал)
  - Јагарски дијалекат (јагара)
  - Ђандајски дијалекат (ђандај)
  - Нунукулски дијалекат (нунукул, нунунгал, мунђан)
- Гуварски (гувар или нгуги)

Према Тонију Џефризу (2011) гуварски језик не припада дурубалским језицима већ банђалангијским.
Пимпамски (пимпама) је вероватно сродан гуварском језику.